# Sacra Cintola devozionale
La Sacra Cintola devozionale è un nastro di seta o di carta, decorato con fiori e con l'immagine della Madonna, da portare come protezione contro le malattie e come speranza di maternità. L'usanza si collega con la leggenda antica del dono della cintura della Madonna.

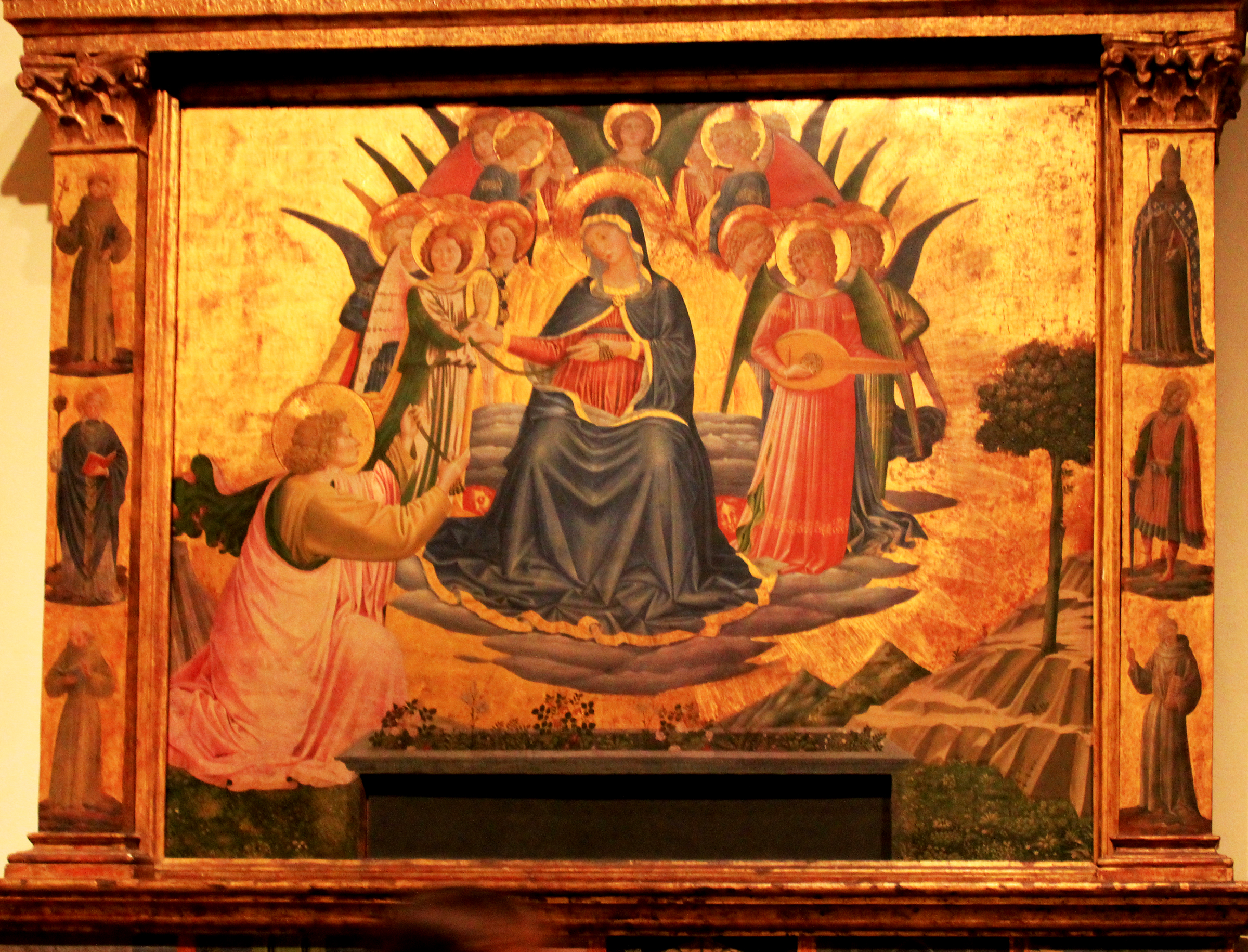
Benozzo Gozzoli - Madonna della cintola, Musei Vaticani

## Descrizione e storia
La leggenda narra che la reliquia della Sacra Cintola o Sacro Cingolo giunse a Prato nel XII secolo, portata dal mercante Michele Dagomari che a Gerusalemme aveva sposato Maria, una ragazza discendente dal sacerdote al quale l'apostolo incredulo san Tommaso aveva donato la preziosa reliquia, prima di partire per evangelizzare la Siria e la Mesopotamia. La Vergine aveva infatti offerto la sua cintura all'apostolo, unico assente alla sua ascesa al cielo, durante un'apparizione sul Monte degli Ulivi: così narra il Transitus Mariae, testo apocrifo dello pseudo Giuseppe di Arimatea, composto fra il II e il V secolo e che narra gli eventi intorno alla morte della Madonna.

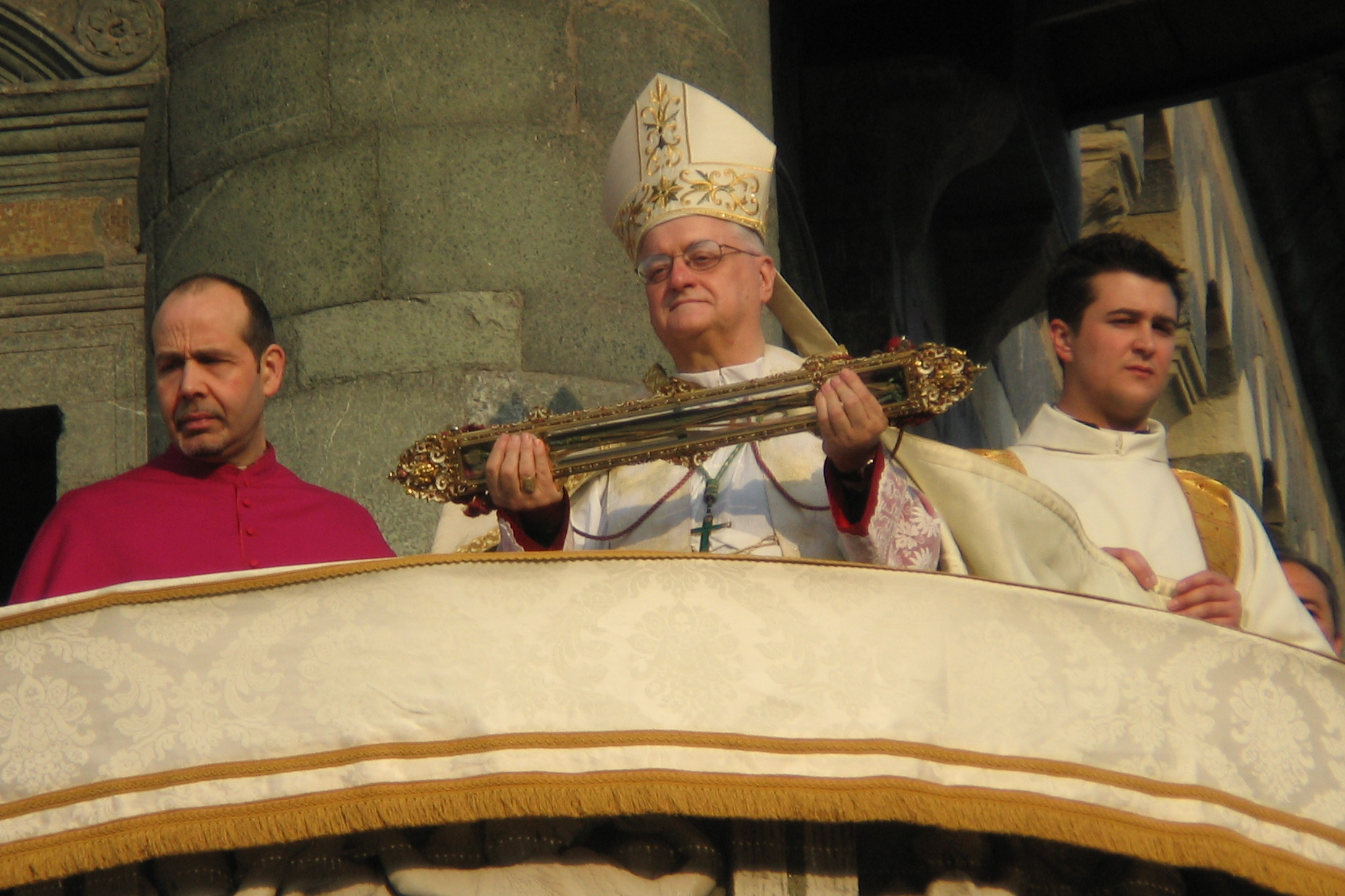
Il vescovo di Prato (Gastone Simoni) ostende la Sacra Cintola dal pulpito del duomo di Prato

Bernardo Daddi, allievo di Giotto, nella predella di un polittico realizzato nel 1337-1338 narrò le storie, a partire dalla consegna della Sacra Cintola a san Tommaso; poi al dono della Cintola, dentro uno scrigno di giunco, da parte della madre della sposa; quindi alla partenza degli sposi per mare, verso Prato, dove la giovane sposa Maria non giunse perché morì durante il viaggio. La reliquia si conserva oggi a Prato, nella Cappella del Sacro Cingolo: è una striscia di lana di capra tinta in verde, intessuta di nove fili d'oro, uno per ogni mese di gravidanza. Il polittico di Daddi è disperso e si conserva la predella, con le sette scene, al Museo Civico di Prato. La festa della Madonna della Cintura, che si celebra la prima domenica dopo il 28 agosto, in alcune località si è fusa con quella di san Nicola da Bari, venerato il 6 settembre.

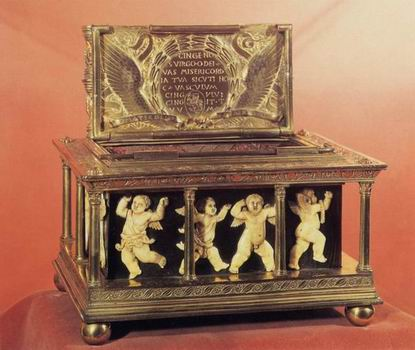
Maso di Bartolomeo, Capsella della Cintola, Museo Diocesano di Prato

Il colore verde del tessuto rappresenta la verginità della Madonna. La parola incinta, con significato di senza cintura, indica la maternità. La Sacra Cintola di Maria fu replicata, in forma devozionale, in un nastro decorato, da portare dalle giovani donne sterili come richiesta e speranza di maternità, oppure dalle partorienti. Furono realizzate cinture devozionali, di seta rosa o verde, oppure di semplice carta, con dipinti dei fiorellini, l'immagine della Madonna che dona la sua Cintola, la scritta S.M.V. (Santa Maria Vergine) e talvolta anche il nome della persona cui era destinata la cintola devozionale. Erano dette: la vera lunghezza di Maria, ma in realtà la lunghezza della cinta non era fissa e dipendeva da usi locali. Questi nastri venivano poi piegati (talvolta secondo precise disposizioni) e conservati in una bustina, oppure dentro un libro di preghiere.
L'usanza della cintola devozionale si diffuse in ambienti agostiniani, poiché un'altra versione narra che la Sacra Cintola fu donata a santa Monica, madre di sant'Agostino. Nacquero confraternite di cinturati che erano legate alla devozione mariana e alla pratica del rosario e le cintole di stoffa o di carta si presentarono quindi secondo tradizioni iconografiche differenti, poiché realizzate in località diverse. Queste cinte erano viste come protezione dell'addome, sito della procreazione e quindi il simbolismo devozionale si mescolò con quello erotico e magico.
Si diffuse anche la pratica di pregare con una coroncina del Rosario detta della Madonna della Cintura o della Madonna della Consolazione. La Cintola assunse valore simbolico, indicando un legame di sottomissione, fra il credente e la Vergine, legame che genera protezione da parte della Madonna, anche in casi di pestilenze. Consolatrice degli afflitti, come viene chiamata la Madonna nelle Litanie Lauretane, si diffuse soprattutto grazie all'Ordine degli Agostiniani.